# Ctenomys lessai
Ctenomys lessai és una espècie de mamífer rosegador de la família dels ctenòmids. És endèmic del departament de Santa Cruz (Bolívia). Té una llargada total de 255 mm, la cua de 64 mm i un pes de 170 g. El seu pelatge, espès i suau, és oliva. L'espècie fou anomenada en honor del mastòleg uruguaià Enrique P. Lessa. Forma part del grup Ctenomys frater.